# Steirische Kalkspitze
Steirische Kalkspitze är en bergstopp i Österrike.   Den ligger i distriktet Liezen och förbundslandet Steiermark, i den centrala delen av landet, 230 km sydväst om huvudstaden Wien. Toppen på Steirische Kalkspitze är 2 459 meter över havet.
Terrängen runt Steirische Kalkspitze är bergig österut, men västerut är den kuperad. Närmaste större samhälle är Schladming, 12,8 km norr om Steirische Kalkspitze. 
Trakten runt Steirische Kalkspitze består i huvudsak av gräsmarker. Runt Steirische Kalkspitze är det glesbefolkat, med 20 invånare per kvadratkilometer.